# Centrale nucléaire de Rheinsberg
La Centrale nucléaire de Rheinsberg a été la première centrale nucléaire construite dans la République démocratique allemande. Elle a été installée à côté de la ville de Rheinsberg sur un isthme entre les lacs Nemitzsee et Grand Stechlinsee. 

Cette centrale appartenait à la première génération des centrales de recherche pour la production d'électricité d'un modèle fourni par l'ancienne Union des républiques socialistes soviétiques.

## Description
- Rheinsberg : 70 MWe, réacteur à eau légère du type VVER 210,

La construction du réacteur a commencé en janvier 1960 et il est devenu opérationnel en 1966.

L'eau de refroidissement était pompée dans le lac Nehmitzsee et renvoyée par un autre canal dans le lac Stechlinsee. 

## Arrêt d'exploitation
Peu avant la réunification allemande en 1990, la centrale nucléaire a été mise hors service en raison de risques pour la sûreté. L'arrêt définitif a été décidé en 1992.
Depuis 1995, la centrale est en phase de démantèlement sous la responsabilité de l'entreprise Energiewerke Nord GmbH. Les matériaux contaminés sont transportés dans l'entrepôt de stockage de la centrale de Greifswald.